# سنترفيل (نيويورك)
سنترفيل (بالإنجليزية: Centerville, New York)‏ هي بلدة أمريكية تقع في الولايات المتحدة في مقاطعة ألليغاني، نيويورك. يقدر عدد سكانها بـ 882 نسمة ومساحتها 91.7 كم2 وترتفع عن سطح البحر 528 متر.